# Георг Ом
Георг Зимон Ом (на немски: Georg Simon Ohm) е германски физик.
През 1826 г. установява закона за пропорционалността между напрежението и тока през проводник (като част от електрическа верига) и през 1827 г. го обявява теоретично. Законът на Ом се признава и използва и от много други учени – Хайнрих Ленц, Борис Якоби, Карл Фридрих Гаус, които слагат закона на Ом в центъра на своите изследвания. През 1843 г. Ом показва, че сложните звуци, които възприема ухото, се разлагат на прости.
Георг Ом започнщва изследванията си след изобретяването на електрохимичната клетка от Алесандро Волта. Използвайки саморъчно изработени съоръжения, Ом открива, че потокът, който тече през проводник, (или големината на тока) е право пропорционален на сечението и обратно пропорционален на дължината му – това определение става известно като закон на Ом.

## Произход и младост
Ом е роден на 16 март 1789 в Ерланген, Кралство Бавария, в семейството на Йохан Волфганг Ом, шлосер по професия, и Мария Елизабет Бек, дъщеря на местен шивач. Въпреки че родителите му нямат официално образование, баща му бил почитан мъж. Самоук, но високо ерудиран, той сам обучава синовете си и успява да им даде отлично образование. Някои от братята и сестрите на Ом почиват в ранното си детство и оцеляват само трима. Майка му също умира, когато той е на 10 г. Между 11- и 15-годишна възраст посещава гимназията в Ерланген. На 15 години Ом е приет в университета в Ерланген. Вместо да се концентрира върху учението си, той прекарва голяма част от времето си в танци, кънки и игра на билярд. Щом разбира това, баща му се ядосва и го изпраща в Швейцария, където през септември 1806 той става учител по математика в училище в Готщат.

## Години на преподавателска работа
На 25 октомври 1811 г. защитава докторат в Ерланген и веднага се присъединява към екипа като лектор по математика. След три семестъра Ом се отказва от поста си в университета, тъй като едва свързва двата края. Правителството на Бавария му предлага работа като учител по математика и физика в училище в Бамберг през януари 1813.
Чувствайки се нещастен в работата си, той започва да пише елементарен учебник по геометрия като начин да докаже способностите си. Училището, в което преподава, е затворено през 1816 и правителството на Бавария го изпраща в друго училище в Бамберг, за да подпомага преподаването по математика. По същото време той изпраща ръкописите си на пруския крал Фридрих Вилхелм III. Кралят е възхитен от работата на Ом и му предлага място в Йезуитската гимназия в Кьолн на 11 септември 1817 г. Благодарение на високата репутация на училището Ом е търсен да преподава както математика, така и физика. Той отива в политехническото училище в Нюрнберг през 1833 г. и през 1852 г. става професор по експериментална физика в Мюнхенския университет. По-късно умира в Мюнхен.

## Откриването на закона на Ом
Известното като закон на Ом правило се появява за първи път в книгата „Галванична верига, математически преработена“, в която той написва пълната си теория за електричеството.
Законът на Ом (за част от веригата) гласи, че електрическият ток, преминаващ между две точки на електрическа верига, е право пропорционален на потенциалната разлика (пада) на напрежението, действаща между двете точки, и обратно пропорционален на съпротивлението между тях. Математическото уравнение е:
{\displaystyle I={U \over R},}
където:
- {\displaystyle I} е големината на тока, измервана в ампери,
- {\displaystyle U} е потенциалната разлика между дадените точки във волтове, и
- {\displaystyle R} е константа, измервана в омове и наречена съпротивление.

Този закон, открит през 1827 г. е наречен на името на откривателя си.

## Изследвания и публикации
Георг Ом написва безброй трудове. Най-важният е кратка книжка, публикувана в Берлин през 1827, със заглавие „Галванична верига, математически преработена“. С този си труд Ом допринася много за развитието на теориите и проучванията на електрическите вериги. Името му е включено в терминологията на науката за електричеството. Въпреки че откритието на Ом отначало е посрещнато без ентусиазъм, по-късно трудът му е признат от Британското кралско научно дружество и той е награден със златен медал през 1841 г. в Лондон. През 1842 Ом е приет за чуждестранен член на дружеството, а през 1845 г. става пълноправен член на Баварската академия на науките.

## Избрана библиография
- Grundlinien zu einer zweckmäßigen Behandlung der Geometrie als höheren Bildungsmittels an vorbereitenden Lehranstalten / entworfen. Erlangen: Palm und Enke, 1817. – XXXII, 224 S., II Faltbl.
- Die galvanische Kette: mathematisch bearbeitet (The Galvanic Circuit Investigated Mathematically). Berlin: Riemann, 1827. – 245 S.
- Elemente der analytischen Geometrie im Raume am schiefwinkligen Coordinatensysteme. Nürnberg: Schrag, 1849. – XII, 590 S.
- Grundzüge der Physik als Compendium zu seinen Vorlesungen. Nürnberg: Schrag, 1854. – X, 563 S.: Ill.

## За него
- Carl M. von Bauernfeind. Gedächtnisrede auf Georg Simom Ohm, Technische Universität, München 1882.
- Ernst G. Deuerlein. Georg Simon Ohm 1789 – 1854. Leben und Wirken des großen Physikers. Erweiterte 2. Auflage, Erlangen: Verlag Palm & Enke, 1954, 32 S.
- Bianca A. Hermann. Berühmte Forscher und Gelehrte: Georg Simon Ohm (1789 – 1854). Reihe München leuchtet für die Wissenschaft, 12. März 2007.
- Dieter Ullmann. Ohm-Seebeck-Helmholtz und das Klangfarbenproblem. NTM-Schriftenr. Gesch. Naturwiss., Techn., Med., Leipzig 25, H.1, 65 – 68 (1988).
- Michael Droescher. Georg Simon Ohm (1789 – 1989), Kulturamt, Erlangen 1989.
- Peter May. Georg Simon Ohm. Leben und Wirkung, Stadtmuseum, Erlangen 1989.
- Dietmar Hahlweg, Walter Füchtbauer, Klaus von Klitzing. 200 Jahre Georg Simon Ohm. 1798 – 1989. Georg-Simon-Ohm-Verein, Erlangen 1989, 30 Seiten.